# Vyšší programovací jazyk

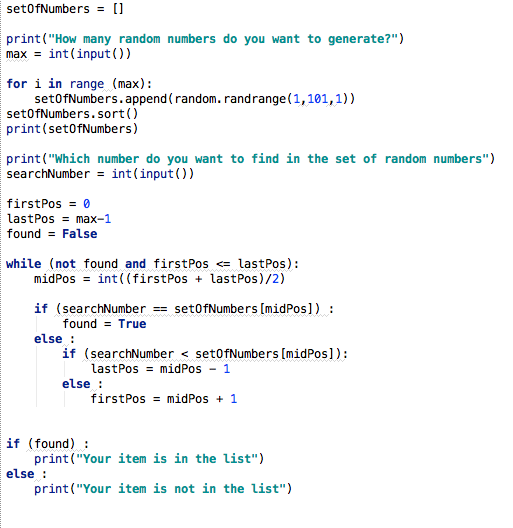
Příklad kódu pro vyšší programovací jazyk (Python)

Vyšší programovací jazyk (též vysokoúrovňový jazyk, problémově orientovaný jazyk) je v informatice označení pro programovací jazyk s větší mírou abstrakce. Vyšší abstrakcí je míněno přiblížení zápisu zdrojového kódu programu v daném programovacím jazyce k tomu, jak problémy zpracovává svým myšlením člověk. Nižší programovací jazyk se naopak svým zápisem přibližuje tomu, jak po technické stránce pracuje počítač (resp. jeho procesor).

## Charakteristika
Vyšší programovací jazyky by měly být člověku lépe srozumitelné než nižší programovací jazyky, čímž by měl být jednodušší vlastní vývoj programů. Programy zapsané ve vyšších jazycích jsou obvykle kratší a lépe čitelné, než zápis v nižších programovacích jazycích. Tím by měly šetřit čas programátora a zmenšit pravděpodobnost výskytu programátorských chyb. Ve vyšších programovacích jazycích je možné používat prvky přirozeného jazyka. Struktura zdrojového kódu je u vyšších programovacích jazyků logická. Další výhodou vyšších programovacích jazyků je jejich přenositelnost. Programy po malých (někdy i žádných) úpravách mohou běžet na různých počítačových platformách.
Nevýhodou vyšších programovacích jazyků je fakt, že počítače umí přímo zpracovávat kód zapsaný v nejnižších programovacích jazycích (tzv. Jazyk symbolických adres). Proto musejí být programy zapsané ve vyšších programovacích jazycích překládány překladačem (kompilátorem) do nižších jazyků.
Mezi první vyšší programovací jazyky patří Plankalkül, který vytvořil Konrad Zuse, a Fortran z roku 1957. Do skupiny vyšších programovacích jazyků patří v podstatě všechny programovací jazyky kromě Jazyka symbolických adres (často nesprávně označován jako Assembler) a strojového kódu.

## Další dělení vyšších programovacích jazyků
- Procedurální (imperativní) – popisuje výpočet pomocí posloupností příkazů a určuje přesný postup (algoritmus), jak danou úlohu řešit
  - Strukturované – algoritmus se rozděluje na dílčí úlohy, které se spojují v jeden celek
  - Objektově orientované

- Neprocedurální (deklarativní) – programování pomocí definic co se dělat má a ne jak se to má dělat
  - Funkcionální – základem je formální výpočtový model λ-kalkul
  - Logické – použití matematické logiky jako prostředku pro programování

## Některé vyšší programovací jazyky
Vyšších programovacích jazyků je mnoho, například:
- BASIC
- Smalltalk
- Java
- Prolog
- C++
- Delphi
- Lazarus[1][2][3]
- Ada[4]
- PHP
- COBOL
- Python
- Perl

## Příklad
Příkladem je jeden z nejjednodušších programů v jazyce Java (tzv. Hello world):
```
public
 
class
 
HelloWorld
 
{

    
public
 
static
 
void
 
main
(
String
[]
 
args
)
 
{

        
System
.
out
.
println
(
"Hello World!"
);

    
}

}

```